# Anne-Marie Duranton-Crabol
Pour les articles homonymes, voir Duranton.
Anne-Marie Duranton-Crabol, née le 3 septembre 1940, est une historienne des idées politiques française, spécialiste de l'extrême droite.

## Biographie
Docteur en histoire (1987), elle s'est fait connaître durant les années 1980 par ses travaux pionniers sur le GRECE.

## Publications
- Visages de la Nouvelle droite : le GRECE et son histoire, Paris, Presses de Sciences Po, 1988, 267 p. (ISBN 978-2-7246-0561-7, présentation en ligne), [présentation en ligne], [présentation en ligne]  — thèse de doctorat en histoire remaniée.
- L'Europe de l'extrême droite : de 1945 à nos jours, Bruxelles, Complexe, coll. « Questions au XXe siècle » (no 43), 1991, 221 p. (ISBN 978-2-87027-404-0, BNF 36653935).
- Le temps de l'OAS, Bruxelles et Paris, Éditions Complexe, « Questions au XXe siècle », 1995.  (ISBN 2-87027-542-0)
- Alvin Johnson & Varian Fry. Au secours des savants et des artistes européens (1933-1945), préface de Laurent Jeanpierre, Paris, M. Houdiard, 2002  (ISBN 2-912673-20-8)
- L'OAS, la peur et la violence, Bruxelles, André Versaille éditeur, 2012.